# اچ‌ام‌اس ایوان (۱۷۸۵)
اچ‌ام‌اس ایوان (۱۷۸۵) (به انگلیسی: HMS Terrible (1785)) یک کشتی بود که طول آن ۱۷۰ فوت (۵۲ متر) بود. این کشتی در سال ۱۷۸۵ ساخته شد.